# Milton Keynes Village
Milton Keynes Village – była wieś, obecnie część miasta Milton Keynes, a także civil parish (Milton Keynes) w dystrykcie (unitary authority) Milton Keynes, w Buckinghamshire, w Anglii. W 2011 roku civil parish liczyła 5624 mieszkańców. Milton Keynes jest wspomniana w Domesday Book (1086) jako Mid(d)eltone/Midueltone.